# Švyturio Arena
La Švyturio Arena è un palazzo dello sport che ha sede a Klaipėda, in Lituania.
L'impianto, edificato tra il 2009 ed il 2011, è stato pensato per ospitare le partite del FIBA EuroBasket 2011, e successivamente gli incontri casalinghi della squadra di pallacanestro del KK Neptūnas Klaipėda.